# أرند ماير
أرند ماير (بالألمانية: Arnd Meier)‏ هو سائق سباق ألماني، ولد في 1 مارس 1973 في هانوفر في ألمانيا.

## روابط خارجية
- أرند ماير على موقع Racing-Reference.info (الإنجليزية)
- أرند ماير على موقع DriverDB.com (الإنجليزية)